# Awatscha (Fluss)
Die Awatscha (russisch Ава́ча) ist ein 122 km langer Zufluss des Pazifischen Ozeans im Osten der russischen Halbinsel Kamtschatka. Oberhalb der Einmündung der Lewaja Awatscha heißt der Fluss Srednjaja Awatscha (russisch Средняя Ава́ча, „Mittlere Awatscha“).

## Flusslauf
Die Awatscha bildet den Abfluss des 900 m hoch gelegenen Besymjannoje-Sees. Dieser liegt an der Nordostflanke des Vulkans Bakening. Die Awatscha fließt anfangs vier Kilometer nach Süden zum Werchnje Awatschinskoje-See. 
Sie setzt ihren Kurs nach Süden fort. Die beiden Nebenflüsse Prawaja Awatscha („Rechte Awatscha“) und Lewaja Awatscha („Linke Awatscha“) münden bei Flusskilometer 74 bzw. 71 in den Fluss. Bei Flusskilometer 46 mündet die Korjaxkaja von rechts in die Awatscha. Bei Flusskilometer 32 passiert die Awatscha die Kleinstadt Jelisowo. Dort mündet die Pinatschewskaja von links in den Fluss. Die Awatscha erreicht schließlich das Nordwestufer der Awatscha-Bucht, 7 km westlich der Stadt Petropawlowsk-Kamtschatski.
Das Einzugsgebiet der Awatscha umfasst 5090 km². Der mittlere Abfluss liegt bei 138 m³/s.